# Ethnopaléontologie
L'ethnopaléontologie  est la discipline scientifique qui étudie l'utilisation culturelle et cultuelle des fossiles par l'être humain. Ce sens actuel du terme a été établi au XXe siècle par les travaux d'Adrienne Mayor, de Philippe Taquet et d'Éric Buffetaut entre autres. Elle entretient des liens étroits avec la paléontologie, l'archéologie préhistorique et historique, l'étude des mythes et la géomythologie.

## Étymologie
Le mot « ethnopaléontologie » existait déjà en français en 1867 mais désignait alors ce que l'on nomme au XXIe siècle la « paléoethnologie » qui étudie les arts et les industries des hommes de la préhistoire dans le but de comprendre leur mode de vie et leurs coutumes.
Le mot « ethnopaléontologie » se décompose en quatre parties provenant du grec ancien :
- ethno-, de εθνός / ethnós, « peuple, populaire » ;
- paleo-, de παλαιός / palaiós, « ancien » ;
- -ontos, de ὄντος / óntos, participe présent au génitif du verbe εἰμί / eimí, « être » : « étant » ;
- -logie, de λόγος / lógos, « l'étude, le discours ».

## Descriptif

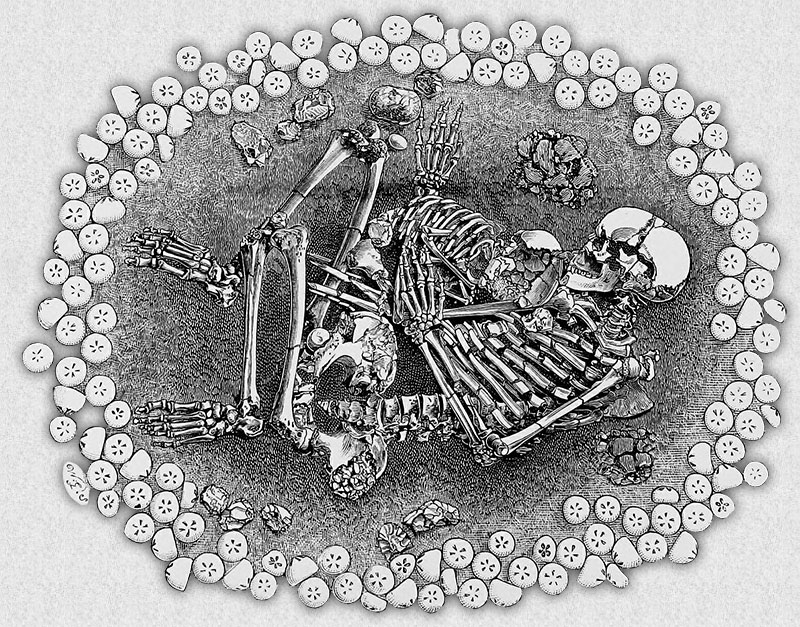
Tombe à oursins fossiles de l'âge du bronze de Dunstable Downs (Bedfordshire, Angleterre). Dessin tiré de Man, the primeval savage (W. G. Smith, 1894).

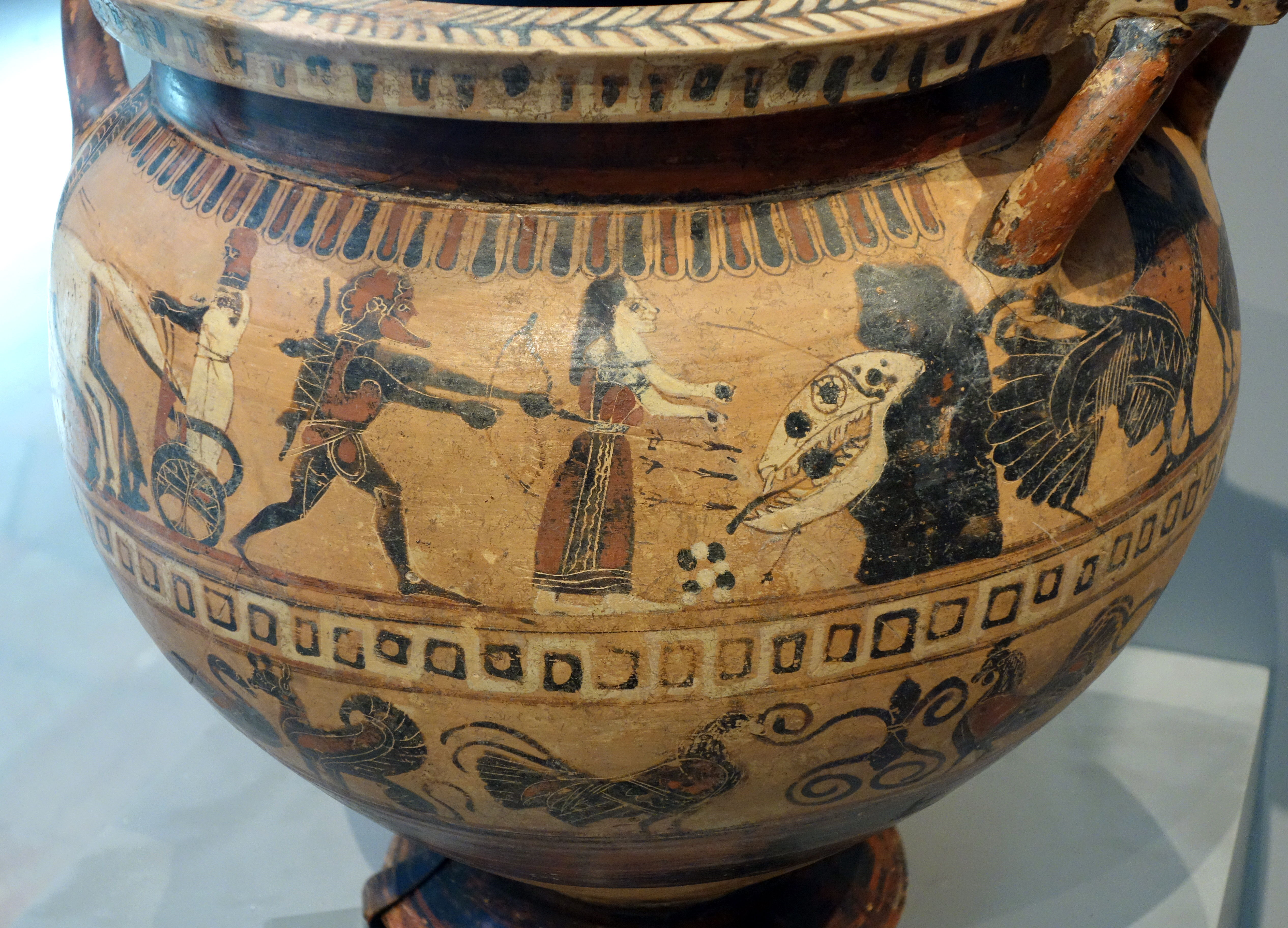
La scène supérieure de cette céramique à figures noires de la Grèce antique (vers 550 av. n. è.) montre la délivrance d'Hésione par Héraclès qui envoie des flèches au monstre marin Céto (à droite) pourvu d'un grand crâne diapside semblable à ceux de nombreux dinosaures. Musée des Beaux-Arts (Boston).

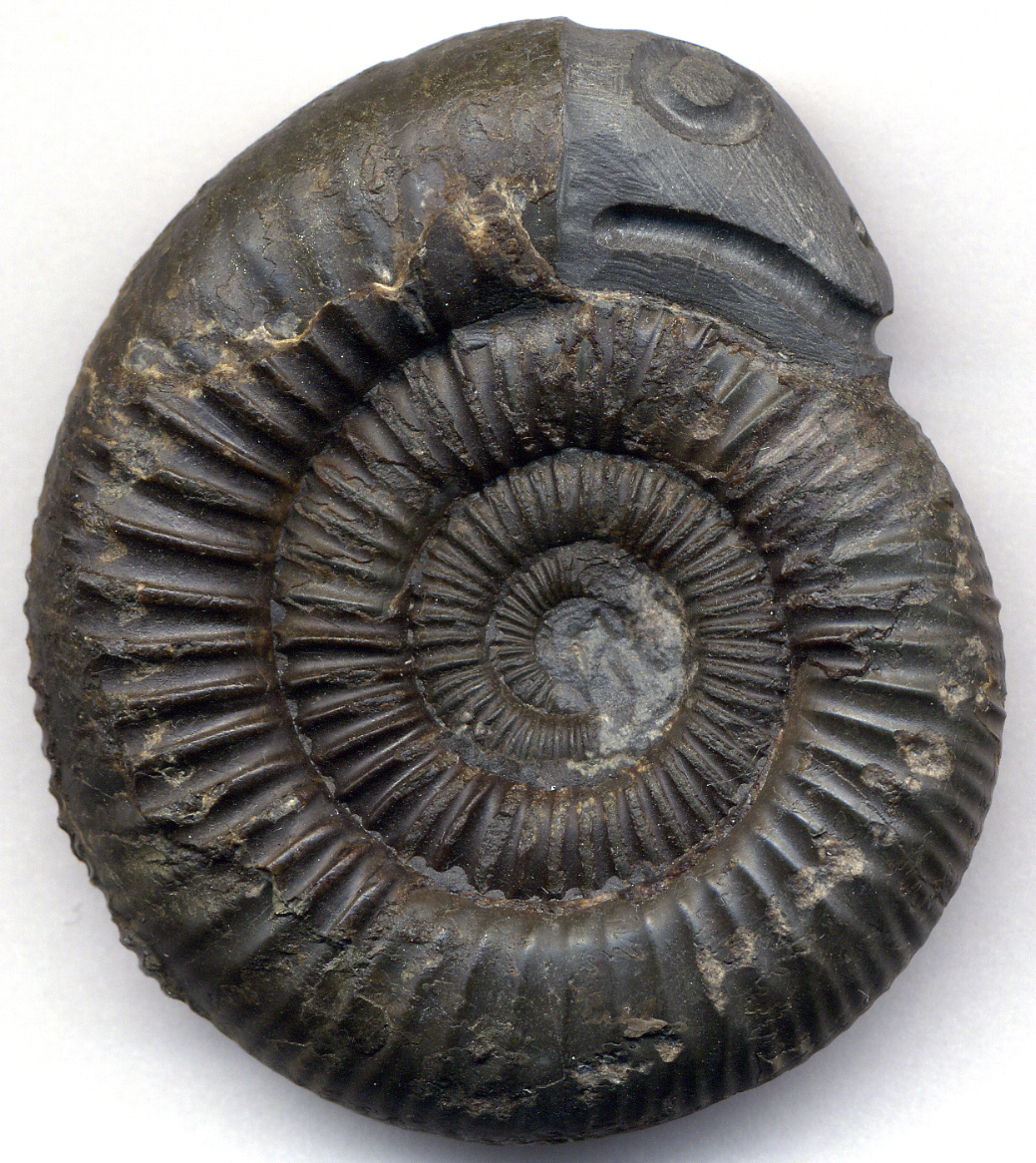
Le snakestone, une ammonite Dactylioceras du Yorkshire qui a été sculpté en « serpent pétrifié » évoquant la légende de sainte Hilda de Whitby (614-680). Cliché J. St. John.

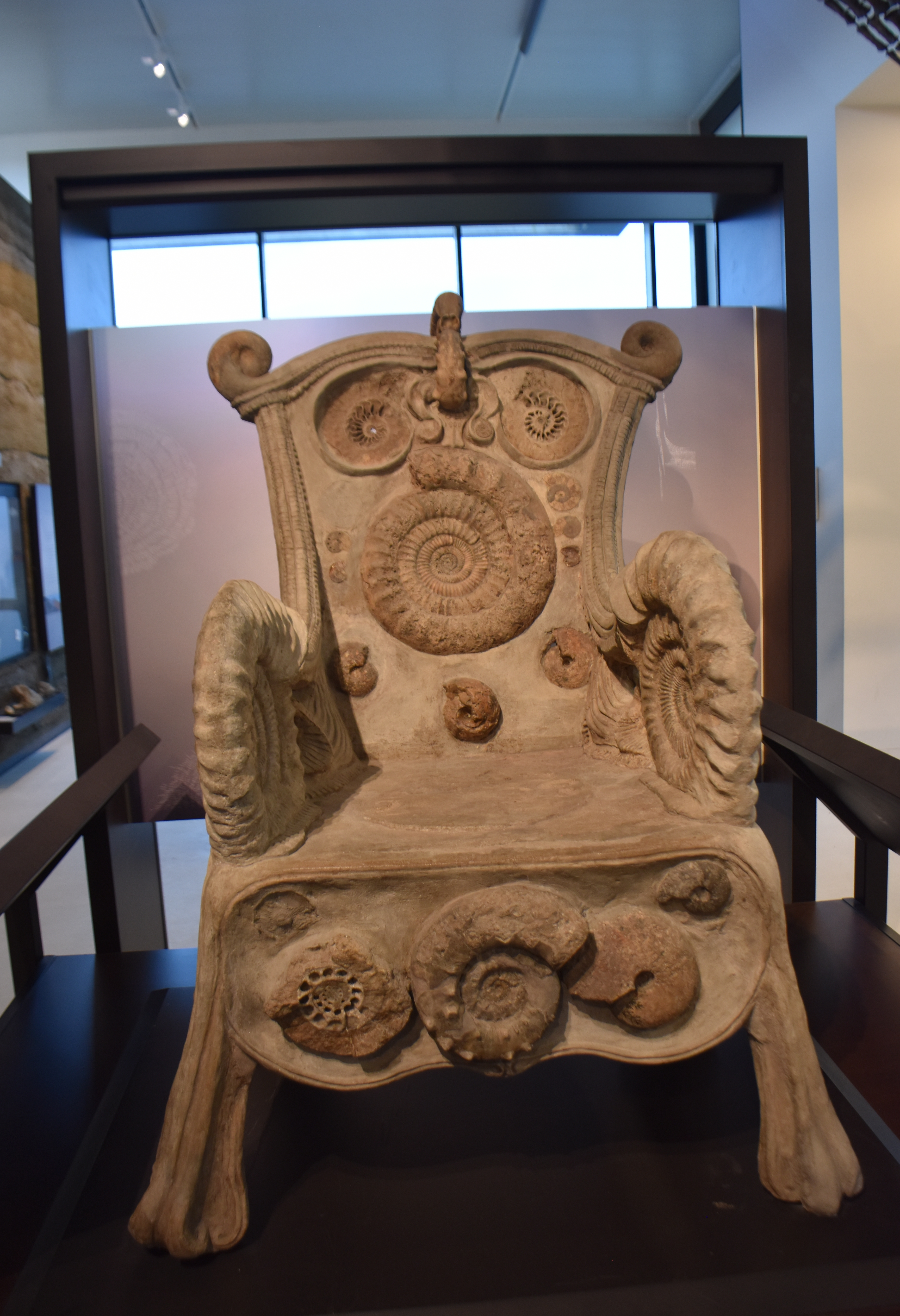
Le fauteuil de Ferdinand Postel (1903), exposé au Paléospace l'Odyssée, est décoré d'une quarantaine d'ammonites incrustées.

Située au croisement des sciences naturelles et des sciences humaines, l'ethnopaléontologie décrit les relations entre les fossiles et les hommes, de leur lieu d'extraction ou de collecte, aux sépultures humaines qui en contiennent, parfois des monuments ou habitations qui les utilisent comme décorations et les éventuelles croyances pouvant leur être associées.

## Utilisation des fossiles dans les cultures antiques
Les fossiles ont, dès la préhistoire, servi à sculpter des amulettes : ainsi, un trilobite silurien sculpté au Magdalénien (15 000 ans av. J.C.) a été trouvé dans un refuge rocheux, par la suite nommé grotte du Trilobite en référence au fossile, à Arcy-sur-Cure (Bourgogne, France) ; en Australie ce sont les aborigènes qui ont utilisé à cet effet des fossiles cambriens. Dans l'ouest de l'Utah (États-Unis), les Amérindiens Utes ont eux aussi extrait des trilobites Elrathia kingi abondants dans les séries du Cambrien moyen de House Range, pour en faire des amulettes : dans leur langue, cette espèce est nommée timpe khanitza pachavi, soit « insecte de pierre ».
Le climat méditerranéen avec ses alternances de fortes précipitations et de sécheresses, favorise l'affleurement des fossiles, par exemple en Provence où des restes d'animaux préhistoriques de grande taille ont pu être perçus comme des « os de dragon » et influencer les mythes de nos ancêtres. 
Des ossements ou des oursins fossiles pris pour des « œufs de dragon » ou « de serpent », étaient réduits en poudre et incorporés dans la pharmacopée traditionnelle ; entre autres, Pline l'Ancien témoigne de cette pratique également attestée en Amérique latine. Les oursins fossiles ont aussi pu être utilisés dans des sépultures, à des fins peut-être décoratives ou protectrices, comme dans la tombe de l'âge du bronze de Dunstable Downs (Bedfordshire, Angleterre) ou une femme et un enfant sont entourés d'un cercle de plus d'une centaine d'oursins fossiles extraits des roches de la région, des espèces Ananchytes ovatus et Micraster coranguinum,.
L'historienne Adrienne Mayor rappelle que beaucoup de lieux liés aux mythes grecs sont de riches sites fossilifères et que l'étymologie des ammonites les relie au dieu égyptien Ammon à tête de bélier comme le relate Pline l'Ancien (par leur ressemblance superficielle avec des cornes de bélier).

## Nomenclature moderne
En sens inverse, depuis l'émergence de la démarche scientifique, la culture populaire intègre de plus en plus la notion de dinosaure qui se juxtapose progressivement à celle de dragon : dans ce contexte, les paléontologues recyclent parfois des noms légendaires pour en faire des noms scientifiques. C'est ainsi que le dinosaure découvert en 1991 lors des fouilles de Jean Le Lœuff et Éric Buffetaut, dans l'Aude, a été nommé « Tarascosaure » (Tarascosaurus salluvicus), en référence au mythe provençal de la Tarasque, tandis qu'un autre dinosaure théropode d'Europe centrale exhumé en août 2010 dans les Carpates roumaines a été appelé par ses découvreurs Balaur bondoc (« Dragon trapu » en roumain).